# Heinrich Friedrich von Selasinsky
Heinrich Friedrich von Selasinsky (* 18. Februar 1801 in Hamm; † 4. März 1883 in Wiesbaden) war ein preußischer Landrat.

## Leben und Herkunft
Der Protestant Henrich Friedrich von Selasinsky (nach anderer Quelle auch Heinrich Florian) war ein Sohn des Majors Johann von Selasinsky (1782–1836) und dessen Ehefrau Charlotte, geborene von Tholl. 
Bis zur Sekunda besuchte er ein Gymnasium in Soest und am 1. Juni 1816 erfolgte sein Eintritt als Avantageur in das 29. Infanterie-Regiment in Koblenz. Am 19. Januar 1818 wurde er Portepeefähnrich und am 16. Januar 1819 Seconde-Lieutenant. 1826 legte er nach einem autodidaktischen Studium die Prüfung zum Kreissekretär ab und 1828 schied er als Premier-Lieutenant mit Pension sowie der Aussicht auf Zivilversorgung aus dem Militärdienst aus. Noch 1828 erhielt er eine Anstellung als Kreissekretär in Saarlouis und 1834 bestand er das Landratsexamen. 1835 wurde er Mitglied der „Freimaurerloge der Vereinigten Freunde im Orient“ in Saarlouis. Zum 1. Juni 1837 wurde er mit Reskript vom 11. Juni 1837 zum kommissarischen Landrat des Landkreises Daun ernannt, die definitive Ernennung erfolgte 1840. Am 4. März 1851 wurde er mittels Versetzungserlaß zum Landrat des Landkreises Saarlouis ernannt. Nach 1873 als Geheimer Regierungsrat ausgezeichnet, schied er zum 1. Oktober 1874 auf eigenen Antrag aus dem Dienst.

## Familie
Selasinsky heiratete in erster Ehe vor 1829 Auguste Janin (* 5. August 1805 in Saarlouis; † 29. September 1866 ebenda) Tochter des Rittmeisters Claudius Joseph Janin und dessen Ehefrau Anna Maria Janin, geborene Gannal. In Berlin ehelichte er in der Folge Mathilde Clausius (* 11. Juli 1823 Bonn; † 18. August 1916 in Berlin). Aus erster Ehe hatte er eine Tochter und zwei Söhne, die keine nennenswerte Karriere einschlugen. Die Tochter Emilie heiratete den späteren Oberstleutnant Erich von Wulffen.

## Politik
Selasinsky war ab 1849 Mitglied im Preußischen Abgeordnetenhaus für die Freikonservative Partei, das Mandat legte er 1851 nieder und von 1871 bis 1873 vertrat er den Wahlkreis Saarburg-Merzig-Saarlouis.

## Auszeichnungen
- 1857: Roter Adlerorden IV. Klasse
- 1866: Roter Adlerorden III. Klasse
- 1872: Roter Adlerorden II. Klasse